# فوجیوارا نو تاماکو
فوجیوارا نو تاماکو، فوجیوارا نو شوشی (به ژاپنی: 藤原 璋子 Fujiwara no Tamako)، تایکنمون-این؛ ۱۱۰۱ – ۱۰ سپتامبر ۱۱۴۵) وی دختر فوجیوارا نو کینزانه؛ همسر امپراتور توبا (تولد ۱۱۰۳) و مادر امپراتور سوتوکو (تولد ۱۱۱۹) و امپراتور گو شیراکاوا اهل ژاپن بود.
هنگامی‌که پدر تاماکو فوت کرد او هفت ساله بود و توسط امپراتور بازنشسته امپراتور شیراکاوا و معشوقه مورد علاقه او گیئون نو نیوگو به فرزندی پذیرفته شد. هنگامی‌که تاماکو بزرگ شد نزدیک بود که به همسری فوجیوارا نو تادامیچی دربیاید اما پدر تادامیچی، فوجیوارا نو تادازانه با این ازدواج به علت نارضایتی امپراتور شیراکاوا و شایعات ناخوشایند در مورد تاماکو با این ازدواج مخالفت کرد. وی سپس در سن هفده سالگی با نوه امپراتور شیراکاوا، امپراتور توبا که در آن زمان ۱۵ سال داشت، ازدواج کرد.